# Jakubské náměstí (Jihlava)
Jakubské náměstí je náměstí v jihovýchodní části historického centra Jihlavy a jeho dominantu představuje kostel sv. Jakuba Většího. Prostor náměstí je vymezen ulicemi Hluboká, U Mincovny, Lazebnická a Joštova a svahy Malého Heulosu, od kterého je oddělen Václavským parkánem. Kromě zmíněných ulic do něj ústí i ulice Farní. U kostela roste státem chráněný buk lesní.
V budově Jakubské náměstí 5/2 sídlí Oblastní charita Jihlava, která je pobočkou Diecézní charity Brno. Na faře (oficiálně Lazebnická 54/1) má sídlo Římskokatolická farnost u kostela sv. Jakuba, kterou spravují premonstráti ze Strahovského kláštera v Praze.
Natáčela se zde také část dílu Dostaveníčko v Jihlavě ze série Dostaveníčko (1978).

## Kulturní památky
- Kostel sv. Jakuba Většího se sochou sv. Jana Nepomuckého (č. 19125/7-4877)
- Fara (č. 36693/7-4877) – na rohu Jakubského náměstí a Lazebnické ulice
- Kaple Olivetské hory (č. 101725)